# Раса
Раса — це класифікація людей на основі спільних фізичних або соціальних якостей на групи, які зазвичай розглядаються як відмінні в даному суспільстві. Термін увійшов у широкий вжиток у 16 столітті, коли його використовували для позначення груп різного роду, в тому числі тих, що характеризуються тісною спорідненістю. У 17 столітті термін почав позначати фізичні (фенотипічні) ознаки, а згодом і національну приналежність. Сучасна наука розглядає расу як соціальний конструкт, ідентичність, яка присвоюється на основі правил, встановлених суспільством. Хоча раса частково ґрунтується на фізичній схожості всередині груп, вона не має власного фізичного чи біологічного значення. Поняття раси є фундаментальним для расизму, віри в те, що людей можна розділити на основі переваги однієї раси над іншою.
Соціальні концепції та групування рас змінювалися з часом, часто включаючи народні таксономії, які визначають основні типи індивідів на основі сприйнятих рис. Сучасні вчені вважають такий біологічний есенціалізм застарілим, і загалом не підтримують расові пояснення колективної диференціації як за фізичними, так і за поведінковими ознаками.
Незважаючи на широку наукову згоду щодо неспроможності есенціалістських та типологічних концепцій раси, вчені по всьому світу продовжують концептуалізувати раси у дуже різний спосіб. У той час як деякі дослідники продовжують використовувати поняття раси для розрізнення нечітких наборів ознак або спостережуваних відмінностей у поведінці, інші представники наукової спільноти припускають, що ідея раси за своєю суттю є «наївною» або «занадто спрощеною». Треті стверджують, що серед людей раса не має таксономічного значення, тому що всі живі люди належать до одного підвиду, Homo sapiens sapiens.
З другої половини 20-го століття раса асоціюється з дискредитованими теоріями наукового расизму і все частіше розглядається як псевдонаукова система класифікації. Хоча раса все ще використовується в загальному контексті, її часто замінюють менш неоднозначними та/або навантаженими термінами: популяції, народ, етнічні групи або спільноти, залежно від контексту. 2023 року Національні академії наук, інженерії та медицини США офіційно відмовилися від використання цього терміну в генетиці.

## Сутність
Уперше термін «раса» в значенні таксономічного поділу людства на види запропонував французький вчений і мандрівник Франсуа Берньє.
Новітнє визначення за генотипом трактує термін раса як сукупність певних генетичних показників, які притаманні тій чи іншій популяції. Традиційно виділяються три великі раси: європеоїдна, негроїдна, і монголоїдна. За класифікацією XIX ст. їх також називали відповідно білою, чорною та жовтою. Деякі дослідники виділяють також і австралоїдну (австралійські аборигени) та американоїдну (індіанці).
Раса визначає в антропології групу людей з основною сукупністю спадкових прикмет, які відрізняють її від іншої класифікаційної і приналежної до того самого роду одиниці. Поняття раси є біологічною особливістю, і тому його не треба змішувати з народом і його мовою, релігією, культурою й історичними та економічними умовами, в яких він живе. Оточення впливає винятково на зони, вигляд індивіда й обмежується тільки його життям. Взаємні схрещування рас витворюють типи, що являють собою посередню форму між двома і більше расами та у пізніших спадкових процесах повертаються загалом до батьківського виду або устабілізовуються.
Поодинокі раси заселяють більші географічні простори, де вони творять смуги з означеною расовою формацією, до складу якої входить кілька рас тієї самої відміни, як надрядного класифікаційного поняття, і тільки їх відсотковою кількістю одна формація різниться від іншої — сусідньої. Тому при расових висновках вихідною точкою у дослідах є популяція, тобто расова спільнота на даній території при безперервному втримуванні взаємного схрещування.
Найбільша проблема в визначенні рас полягає в труднощах визначення характеристик, детерміністичних для кожної раси. Як і у біологічній таксономії, поява генетичних методів порівняння значно порушила нашу уяву щодо походження і взаємовідношень біологічних видів. Різні раси мають набагато менші відмінності, а сучасні генетичні методи ще не дозволяють отримати достатній обсяг даних для повномасштабного аналізу, тому поділ людства на раси деякі сучасні дослідники розглядають як застарілу класифікацію, яку змінять у майбутньому. На додаток до цього, у західних країнах дослідження цієї галузі обмежені по причині активного використання модифікованої расової теорії у фашистській ідеології.
Серед дослідників рас й расових формацій Європи визначилися Жан Денікер (1926) і Ян Чекановський (1930). Денікер виділив у Європі 6 засадничих рас і 4 мішані; Чекановський звів їх на генетичній основі до 4 засадничих (нордійська, середземноморська, арменоїдна і лапоноїдна) і їх 6 мішаних типів (динарський, альпійський, сублапоноїдний, північно-західний, субнордійський і літоральний).

## Історична класифікація
Як правило серед населення Землі розрізняють три або чотири великі раси, які своєю чергою поділяються на менші підрозділи. Внаслідок широкої різноманітності більшості тілесних прикмет кожна велика раса містить 5—6 різновидів (малих рас), крім того, існують так звані перехідні малі раси, що поєднують риси двох великих рас. Своєю чергою малі раси складаються з антропологічних типів, а останні — з ряду популяцій.
З розвитком сучасної генетики концепція окремих людських рас у біологічному сенсі була визнана застарілою.
Екваторіальний стовбур:
Негроїдна (африканська)
негрська
негрильська
бушменська
Австралоїдна
меланезійська
негритоська
веддоїдна
австралоїдна
курильська (айнська)
Бореальний стовбур:
Європеоїдна (кавказька)
ксантохрої:
атланто-балтійська
біломоро-балтійська
середньоєвропейська
меланохрої:
балкано-кавказька
індо-середземноморська
Монголоїдна (азійська)
північноазійська (континентально-азійська)
далекосхідна (азійсько-тихоокеанська)
арктична
американська:
північноамериканська
південноамериканська
Перехідні раси між основними гілками:
екваторіально-європеоїдні:
ефіопська
суданська (західносуданська, північносуданська)
мулати (американські, південноафриканські)
євразійські, євро-американські:
уральська (лапноїдна)
південносибірська
середньоазійська
метиси (американські, східносибірські)
азійсько-екваторіальні:
південноазійська
японська
полінезійська
східноіндійська
малагасійська

## Критика
Багато[слово-паразит] антропологів зараз заперечують концепцію рас, а соціологи віддають перевагу терміну етнічна група. Подібна тенденція прослідковується переважно у багатонаціональних та багаторасових країнах, на кшталт США та Німеччини, внутрішня політика яких спрямована на недопущення у суспільстві конфліктів за расовою та національною ознаками.
Ідея про рівність усіх рас наштовхується на критику з боку вчених, які спираються на те, що хоч усі люди й відносяться до одного біологічного виду, але фізично досить різняться. Дослідження показують, що різниця в генах між представниками однієї раси є набагато вищою ніж расово зумовлена генетична відмінність. Таким чином, гени двох конкретних людей однієї раси можуть відрізнятися між собою не менше (а часом і більше), ніж гени людей двох зовсім різних рас. Однак слід зауважити, що генетична расова відмінність при цьому нікуди не зникає і середня відмінність між людьми різних рас буде статистично дещо більшою, ніж всередині однієї раси.
Поняття раси рідко вживають у біології та медицині. Раса є цікавою історикам та антропологам для вивчення поширення людських популяцій. Також термін «раса» вживають тоді, коли треба зробити опис зовнішності людини. Слід мати на увазі, що раса визначається складним переплетенням ознак, що з більшою чи меншою ймовірністю виявляються у її представників, визначення расового типу окремої людини часто просто неможливе.